# Yekta Güngör Özden
Yekta Güngör Özden (* 31. Dezember 1932 im Landkreis Niksar/ Provinz Tokat) ist ein türkischer Jurist und war von 1991 bis 1998 Präsident des türkischen Verfassungsgerichts.

## Laufbahn
Özden machte sein Abitur in Sivas und schloss 1956 sein Studium an der juristischen Fakultät der Universität Ankara ab.
Am 11. Januar 1979 wurde er zum ordentlichen Mitglied des Verfassungsgerichts der Türkei ernannt und wurde dort am 2. März 1988 zum Vizepräsidenten gewählt. Am 8. Mai 1991 wurde er zum Präsidenten des Verfassungsgerichts gewählt und am 25. Mai 1995 für eine weitere Amtszeit bestätigt. Dieses Amt bekleidete er bis zum 1. Januar 1998.
Er ist an der Ufuk-Universität als Lehrbeauftragter tätig. Zudem ist er der führende Kopf der "Atatürkçü Düşünce Derneği" (ADD), welche die Massenproteste vom 14. und 15. April 2007 in Ankara mit 300.000 Teilnehmern organisierte. Özden schreibt Kolumnen für die regierungskritische Tageszeitung Sözcü.

## Werke
- Laiklik İçin... (Für den Laizismus)
- Kuvayı Milliye Ateşi (Das Feuer der Kuvayı Milliye)